# Panorama Gryficka
Panorama Gryficka – bezpłatna gazeta (tygodnik/dwutygodnik) o nakładzie 10 tys., która obejmowała swoim zasięgiem obszar gmin powiatu gryfickiego: Gryfice, Trzebiatów, Płoty, Rewal, Brojce, Karnice oraz poza powiatem gryfickim: Golczewo i Resko.
Gazeta od 2006 r. poruszała sprawy społeczno-polityczne, gospodarcze i kulturalne związane ze środowiskiem lokalnym. Wydawana była w Koninku – Gądki, dostępna była również w zasobach internetowych. Na skutek nagłej śmierci redaktora naczelnego i założyciela gazety – Wiesława Wojciecha Schmidta w dniu 29 czerwca 2011 r. – tygodnik/dwutygodnik zaprzestał dalszej działalności medialnej. Ostatni 8 (153) numer ukazał się 12 maja 2011 r.